# 더 마스터마인드
《더 마스터마인드》(영어: The Mastermind)는 2025년 개봉 예정인 범죄 영화이다. 켈리 라이카트가 감독과 각본을 맡았다. 제78회(2025년) 칸 영화제 황금종려상 경쟁후보작이다.

## 출연
- 조시 오코너
- 알라나 하임
- 존 마가로
- 호프 데이비스
- 빌 캠프
- 가비 호프먼
- 어맨다 플러머
- 엘리 겔브
- 콜 도먼
- 제이비언 앨런
- 매슈 마
- 렌지 펠리즈
- D. J. 스트라우드